# Lasioglossum adelaidae
Lasioglossum adelaidae är en biart som först beskrevs av Cockerell 1905.  Lasioglossum adelaidae ingår i släktet smalbin, och familjen vägbin. Inga underarter finns listade i Catalogue of Life.